# Dlouhá Brtnice
Dlouhá Brtnice é uma comuna checa localizada na região de Vysočina, distrito de Jihlava.